# Angeliki Panagiotatou
Angeliki Panagiotatou (en griego: Αγγελική Παναγιωτάτου, 1875 o 1878 - 1954) fue una médica y microbióloga griega. Fue la primera mujer médica de la Grecia moderna en graduarse en una universidad de su país. Su predecesora, Maria Kalapothakes, había recibido su título en el extranjero.

## Biografía
Nacida en Grecia, Panagiotatou y su hermana Alexandra fueron las dos primeras estudiantes en ser aceptadas en la Escuela de Medicina de la Universidad de Atenas en 1893, luego de haber constatado que no existían prohibiciones legales formales para que las mujeres asistieran a la universidad en su país. En 1897, se convirtió en la primera mujer egresada de dicha institución.
Luego de haber continuado su formación en Alemania, regresó a su alma máter como profesora: fue la primera mujer en enseñar en el Laboratorio de Higiene de dicha institución. Los estudiantes elevaron quejas y se negaron a asistir a sus clases porque era mujer; por eso se vio obligada a renunciar. Se trasladó a Egipto, donde trabajó como profesora de microbiología en la Universidad de El Cairo, especializada en enfermedades tropicales, y también como directora del Hospital General de Alejandría. 
En 1938, regresó a Grecia y fue nombrada profesora de la Universidad de Atenas. Fue la primera profesora adjunta de Higiene y Medicina Tropical de Grecia, y en 1947, la primera profesora honoraria de la Escuela de Medicina de Atenas. En 1950 se convirtió en la primera mujer miembro de la Academia de Atenas.